# 朗道特 (伊利諾伊州)
朗道特（英語：Rondout）是位於美國伊利諾伊州萊克縣的一個非建制地區。該地的面積和人口皆未知。

## 地理
朗道特的座標為42°16′48″N 87°53′43″W / 42.28000°N 87.89528°W，而該地的平均海拔高度為207米（即679英尺）。